# Alraune (Kulturgeschichte)

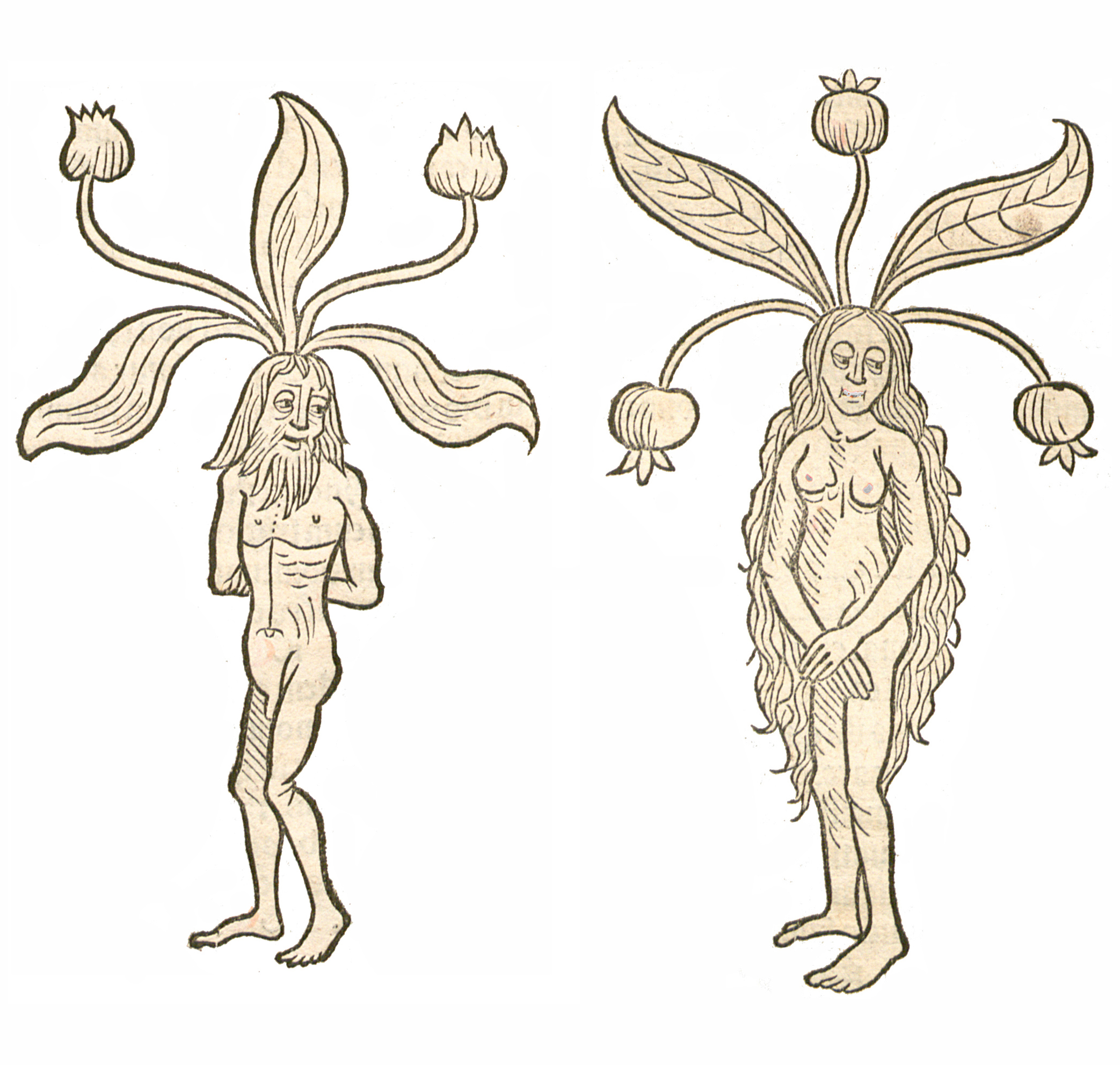
Alraun-Mann und Alraun-Frau im Hortus sanitatis, Mainz 1491

Die (Gemeine) Alraune (Mandragora officinarum) aus der Gattung Alraunen (Mandragora) ist eine giftige Heil- und Ritualpflanze, die seit der Antike als Zaubermittel gilt, vor allem wegen ihrer Wurzel, die der menschlichen Gestalt ähneln kann.

## Etymologie und Trivialnamen
Der Name Alraune stammt über mittelhochdeutsch alrūne von althochdeutsch alrūna. Da die Mandragoragewächse im Norden nicht wachsen, wurde diese Pflanze mit ähnlichen einheimischen Pflanzen wie der Zaunrübe identifiziert. Nach herkömmlicher, auf Jacob Grimm zurückgehender Meinung soll die Menschengestalt der Wurzel Anlass gegeben haben, ihr den Frauennamen Albrūn, eine Zusammensetzung von alb ‚Elfe‘ und rūn ‚Geheimnis, Rune‘ (also ‚die mit der Zauberkraft der Alben Begabte‘) zu geben, woraus sich durch Ausstoßung des /b/ Alrūn beziehungsweise schließlich Alraun(e) entwickelt habe. In der Germania des Tacitus ist Albrūna der Name einer Seherin. Diese Etymologie ist nach heutiger Meinung „von der Sache her denkbar, aber ganz unsicher.“ Eine andere Erklärung von althochdeutsch alrūna geht von einer Zusammensetzung von all und Rune ‚besonders zauberkräftiges Wesen‘ aus.
Der Name Mandragora ist möglicherweise altpersischen Ursprungs und mit persisch mardom ‚Leute, Menschen‘ verwandt. Der Botaniker Erwin Gauba nahm an, dass es eine gräzisierte Form von akkadisch namtar.gira ist.
Andere Namen sind: der Alraun, das Alräunchen, ’s Alraunl („das Alraunerl“), Araunl, Oraunl, Uraundl, Arun, das Alruneken, die Alruncke, Baaras, Galgenmännchen, Heinzelmännlein, Springwurz, Wurzelknecht, Dollwurz, Zauberwurzel, niederländisch pisdiefje, isländisch þjófarót ‚Diebeswurzel‘ und arabisch بیض الجن baiḍ al-ğinn ‚Geister-Ei‘ oder arabisch تفاح المجانین tuffāḥ al-mağānīn ‚Apfel der Verrückten, der Besessenen‘. Auch die Namen Algarica und (jedoch unsicher) Appollonaria als Synonyme für „Mandragora“ sind belegt.

## Altertum

### Altes Testament

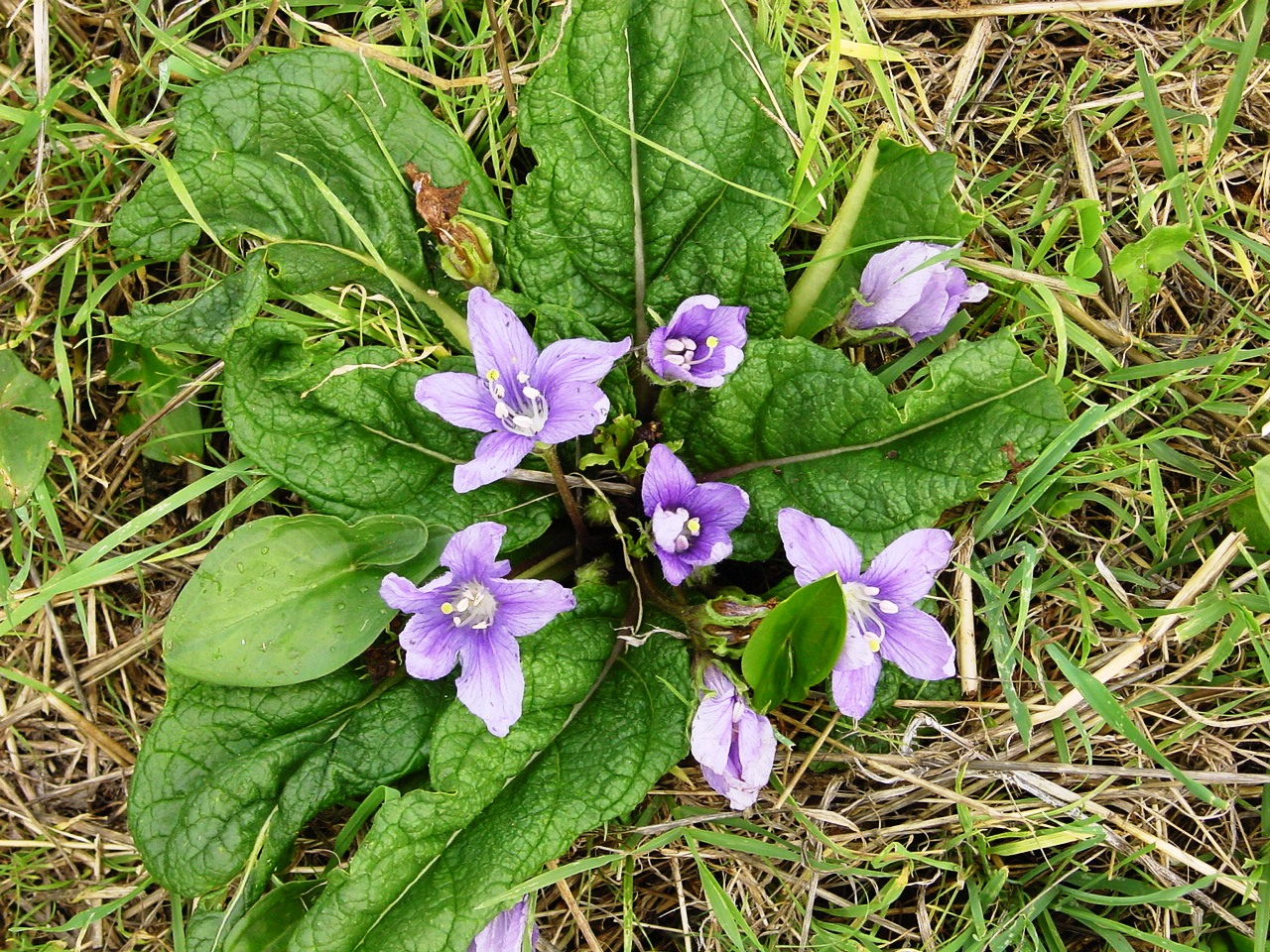
Gemeine Alraune (Mandragora officinarum)

Wahrscheinlich ist, dass die u. a. in Genesis 30,14–16  und Hld 7,14  genannte Pflanze dudai (pl. duda'im דודאים) mit der Alraune identisch ist, die sich bis heute auf den Bergen Hermon, Karmel und Gilboa findet. In den althochdeutschen Glossen zur Textstelle wird die Mandragora respektive dudai mit alrūna, alrūn transliteriert.
Während die Vulgata den Begriff „Mandragora“ verwendet („Egressus autem Ruben tempore messis triticeae in agrum, reperit mandragoras, quas matri Liae detulit“), lässt Luther den Begriff zunächst unübersetzt („Dudaim“). Die revidierte Luther-Bibel (Gen 30,14–16 ) spricht von „Liebesäpfeln“: „Ruben ging aus zur Zeit der Weizenernte und fand Liebesäpfel auf dem Felde und brachte sie heim zu seiner Mutter Lea.“ Der Pflanze, die sonst als Aphrodisiakum angesehen wird (siehe Hld 7,14 ), wird hier eine empfängnisfördernde Wirkung zugeschrieben.
Dass hier die Alraune gemeint ist, war jedoch lange umstritten. Heinrich Heine schrieb von Helgoland an Ludwig Börne:

„Im Alten Testamente habe ich das erste Buch Mosis ganz durchgelesen. […] Ich höre, wie sie blöken, die Schafe Jakobs […] Unterdessen kommt Ruben nach Hause und bringt seiner Mutter einen Strauß Dudaim, die er auf dem Felde gepflückt. Rahel verlangt die Dudaim, und Lea gibt sie ihr mit der Bedingung, dass Jakob dafür die nächste Nacht bei ihr schlafe. Was sind Dudaim? Die Kommentatoren haben sich vergebens darüber den Kopf zerbrochen. Luther weiß sich nicht besser zu helfen, als dass er diese Blumen ebenfalls Dudaim nennt. Es sind vielleicht schwäbische Gelbveiglein. […]“

Noch 1879 findet sich in manchem Bibel-Register zu Dudaim, „dem Wortverstande nach: etwas liebliches, angenehmes. Ob es eine Blume oder Frucht gewesen, ist noch ungewiß“. Auch die Etymologie des Wortes duda'im bleibt unklar.

### Mesopotamien
Eine Identifizierung wird mit der sumerischen Namtar-Pflanze (NAM.TAR.(IRA)) als Lieferant der Alraunenwurzel (SUḪUŠgišNAM.TAR) erwogen, ist jedoch unsicher. Es ist nicht klar, ob sich die Übersetzung „Schicksal“ auf die Pflanze oder den damit verbundenen Unterweltsgott Namtaru bezieht.
In assyrischen Texten wird namtar.ira als Mittel gegen Gelbsucht und Zahnschmerzen erwähnt. Auch in einem Rezept gegen „Verengung“, vermutlich ein Blasen- oder Harnleiterstein, wird namtar.ira, hier als „männliche Mandragora“ übersetzt aufgeführt.

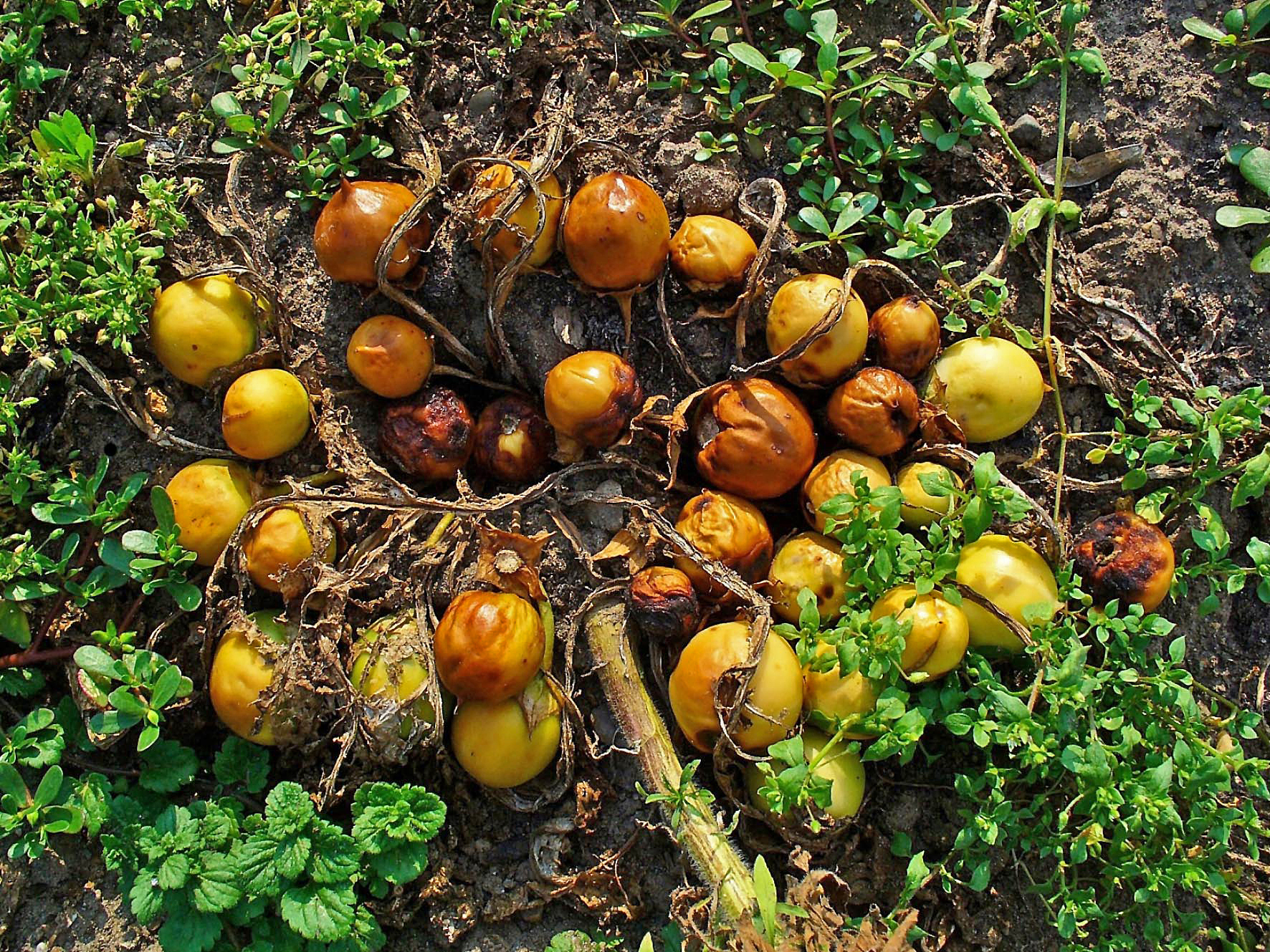
Reife und überreife Früchte der Alraune

### Ägypten

Alraunenfrüchte auf dem Halskragen der Mumienhülle von Sennedjem (Grab TT1 in Theben-West)

Die Mandragora (rrm.t4) war im alten Ägypten nicht heimisch. Nach Emboden wird sie seit der 5. Dynastie dargestellt, er nennt aber keine Details. Ihre goldenen Früchte seien Symbol des Sonnengottes Ra und mit dem Uräus verbunden.
Die Alraune wurde vermutlich unter Thutmosis III. (1479–1425 v. Chr.) nach Ägypten eingeführt, die Früchte wurden in der Folge häufig in der Ausmalung von Grabkammern dargestellt. Die Unterscheidung von Alraunenfrüchten und Granatäpfeln auf bildlichen Darstellungen scheint jedoch nicht immer gesichert. Abbildungen von Granatäpfeln auf Fresken und als dreidimensionale Formen in Keramik und Glas sind in der 18. Dynastie ebenfalls häufig.
Auf einem Fries aus der Regierungszeit von Echnaton bietet Meritaton ihrem Gatten Semenchkare, der mit einer Krücke ausgestattet ist, zwei Alraunenfrüchte und die Blüte einer Wasserlilie an. Emboden deutet dies als Bestandteil einer medizinischen Behandlung, da sie eine Uräuskrone trägt, die mit Thot verbunden ist. Im Grab des Pharao Tutanchamun (ca. 1332 bis 1323 v. Chr., 18. Dynastie) wurden Früchte und Erntedarstellungen gefunden.
Auf dem Kragen einer nur teilweise erhaltenen Mumienhülle (Nr. 11) aus dem Grab KV 40 aus der Regierungszeit von Echnaton im Tal der Könige waren Alraunenfrüchte und tropfenförmige Perlen dargestellt
Auch auf dem Halskragen der Mumienhülle des Baumeisters Sennedjem (Grab TT1 in Theben-West) aus der Regierungszeit von Pharao Sethos I. (1290 bis 1279 v. Chr., 19. Dynastie) waren Alrauenfrüchte zusammen mit Lotusblumen, Lotusblüten und Federn sowie Perlen in Form von Lotusblüten dargestellt.
In pharaonischer Zeit wird die Alraune nicht in medizinischen Texten erwähnt. Ein demotischer Papyrus aus dem dritten Jahrhundert n. Chr. nennt die Alraune als Bestandteil eines Schlaftrunkes.

### Griechenland und Rom

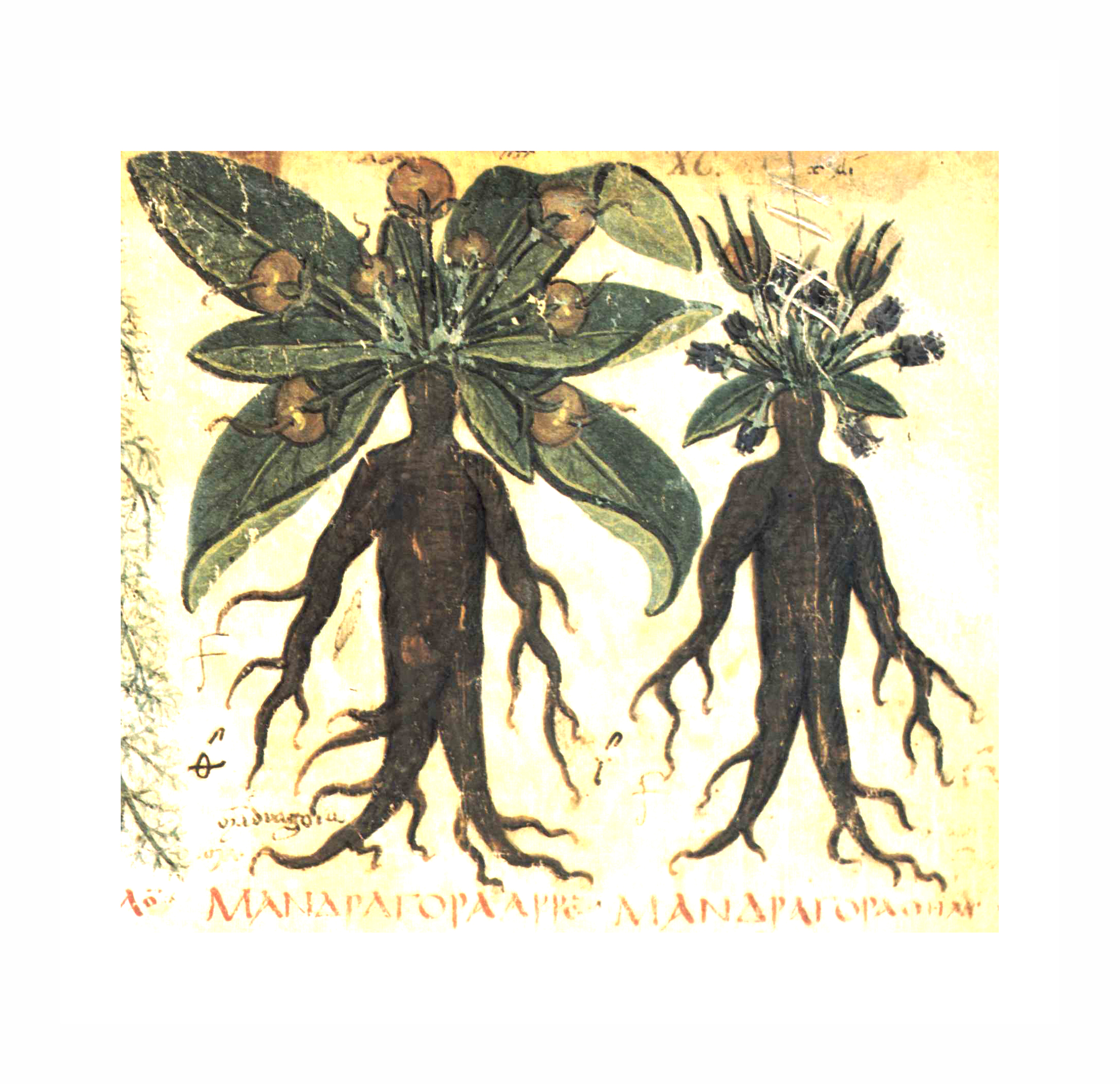
„Männliche und weibliche Mandragoras“ im Dioscurides Neapolitanus 6.–7. Jahrhundert. Weitere historische Abbildungen von Alraun-Mann und Alraun-Frau:

Das Corpus Hippocraticum empfahl um 450 v. Chr. als schmerzlindernde bzw. narkotisch wirkende Mittel unter anderem Mandragora. Es muss offen bleiben, ob die Pflanze, die im antiken Griechenland Mandragoras genannt wurde, mit der heute so bezeichneten Alraunwurzel identisch ist. Dioscurides und Plinius beschrieben eine „weibliche“ Mandragoras (mit schmalen und kleinen Blättern) und eine „männliche“ Mandragoras (mit großen und breiten Blättern). Dioscurides erwähnte zudem eine dritte Mandragoras mit dem Namen Morion, die besonders stark hypnotisch (einschläfernd) wirke und von Ärzten gebraucht wurden, wenn sie „brennen oder schneiden“ wollten. Zur Herbeiführung einer Narkose sollte gemäß Dioscurides aus der Mandragora bzw. Alraunwurzel ein Wein bereitet werden, der dann dem vom Chirurgen zu behandelnden Patienten verabreicht wurde. Im 16. Jahrhundert deuteten die Väter der Botanik die von Dioscurides und Plinius beschriebenen Mandragoras. Die „weibliche“ Pflanze deuteten sie als Mandragora officinarum (Mandragora officinarum L. bzw. Mandragora vernalis Bert.), die „männliche“ Pflanze als Mandragora autumnalis (Mandragora autumnalis Spreng.) und die dritte Pflanze als Atropa belladonna.
Der Trank, der Hermes dem Odysseus in der Odyssee als Schutz gegen die Magie der Kirke verabreicht, enthielt Moly, also vielleicht Alraune.
In Griechenland waren die Früchte der Mandragoras der Göttin Aphrodite geweiht, die daher den Beinamen Mandragoritis trug. Dioscurides und Plinius nannten die Pflanze auch Kirkaia – Circekraut und leiteten daraus ab, dass sie ein Liebesmittel sei.
Theophrast und Plinius beschrieben ein Zeremoniell, das bei der Ernte der Mandragoras ausgeführt wurde. Die Wurzel wurde dreimal mit einem Schwert umkreist. Dann wurde sie mit einem nach Westen gerichteten Gesicht ausgegraben. Derweil tanzte ein anderer im Kreis und besang die Liebeskraft. Theophrast bezeichnete dies als betrügerische Fabel der Wurzelgräber.

Die bildliche Darstellung eines Ernteverfahrens, bei dem ein an die Pflanze gebundener Hund verwendet wurde, fußt auf dem Bericht des Flavius Josephus über die Ernte der Wurzel «Baaras». In dem im 4. Jahrhundert zusammengestellten Herbarius Pseudo-Apuleius fehlte das Mandragora-Kapitel, es wurde aber früh an den Textkorpus angehängt. In diesem Kapitel wurde die Mandragora-Ernte mit einem angeleinten Hund ausführlich beschrieben:

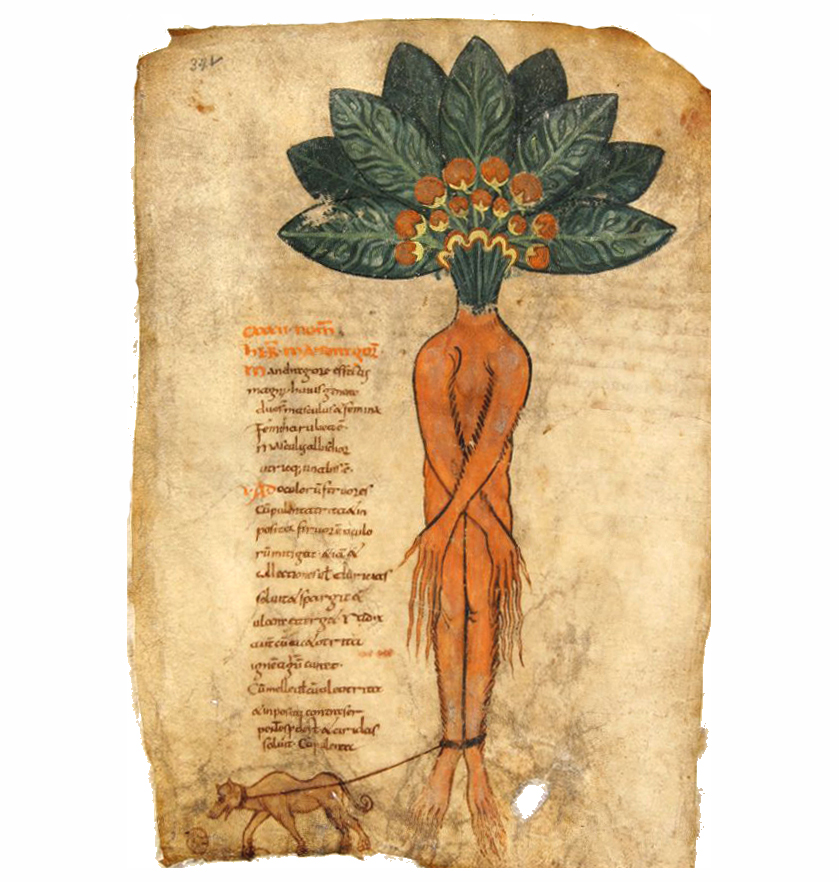
«Mandragora»-Ernte mit angeleintem Hund. Pseudo-Apuleius, MS Kassel, 9. Jh. Weitere historische Abbildungen zum Ernteritus:

„Die Wirkung der Mandragora. Man soll sie folgendermaßen sammeln, da ihre Wohltaten gewaltig sind. Wenn du zu ihr gelangst, erkennst du sie so: Des Nachts leuchtet ihr Haupt wie eine Lampe. Wenn du sie erblickst, schlage schnell mit Eisen einen Kreis um sie, damit sie dir nicht entflieht. Derartig groß ist ihre Macht, dass sie, wenn ein unreiner Mensch zu ihr kommt, schnell von ihm flieht. Daher schlage schnell einen Kreis mit Eisen um sie und ziehe um sie herum einen Graben, ohne sie mit dem Eisen zu berühren, und ganz sorgsam entferne mit einem elfenbeinernen Stab vor ihr die Erde, und wenn du die Füße und die Hände der Mandragora selbst erblickst, dann schließlich fessele die Pflanze mit einem neuen Bindfaden. Und nachdem du sie gebunden hast, binde auch einem Hund den Bindfaden um den Hals. Vorher machst du den Hund hungrig und sein Futter soll entfernt von ihm hingestellt werden, damit er, zerrend, die Pflanze ausreißen kann; wenn du den Hund aber nicht vernichten willst, da die Göttlichkeit der Pflanze so groß sein soll, dass sie denjenigen, der sie ausreißt, in demselben Moment vernichtet, daher, wenn du also, wie oben gesagt, den Hund nicht vernichten willst, so mache es wie die Händler …“
Im 1. Jahrhundert machten Dioscurides und Plinius gleichlautende Angaben zur medizinischen Verwendung der Mandragoras. Der Saft aus der Wurzel, insbesondere aus der Wurzelrinde, sollte stärker wirken als der Saft aus den Früchten. Die Blätter, welche in Salzlake konserviert wurden, dienten zur äußerlichen Anwendung:
- Die Wurzel mit Rosenöl und Wein zerquetscht wirkt als Augenarznei gegen Tränenfluss und Augenschmerz.
- Der Saft bewirkt Erbrechen und treibt so Phlegma und Melancholie aus.
- Er macht schlafen, tötet im Übermaß eingenommen.
- Der alkoholische Auszug aus der Wurzelrinde macht schmerzunempfindlich.

Er ermöglicht, dass schmerzfrei geschnitten und gebrannt werden kann.
- In einem Zäpfchen verabreicht regt der Saft die Monatsblutung an und treibt den Embryo aus.
- Die Blätter heilen als Umschlag Entzündungen, Abszesse und Hautveränderungen.

## Mittelalter
Im arabischen und lateinischen Mittelalter sowie in der frühen Neuzeit schöpften die medizinischen Autoren aus antiken und spätantiken Quellen, insbesondere aus den Werken von Dioscurides und Plinius. Eine Ausnahme bildete Hildegard von Bingen, die in ihrer Physica ausschließlich über die mit der Alraunwurzel auszuführenden Heilriten berichtete. Der französische Chirurg Guy de Chauliac beschrieb die betäubende und schmerzlindernde Wirkung der Alraune. Ein Codex Palatinus latinus aus dem Jahr 1300 enthält ein aus Mandragora zu bereitendes Schlaftrunkrezept.

### Arabisches Mittelalter
- Avicenna. 10.–11. Jahrhundert, Kanon der Medizin, Buch II[62]
- Circa instans. 12. Jahrhundert (zwar in Salerno entstanden, aber aus arabischen Quellen geschöpft)[63]
- Pseudo-Serapion. 13. Jahrhundert[64]
- Abu Muhammad ibn al-Baitar. 13. Jahrhundert[65] …

### Lateinisches Mittelalter

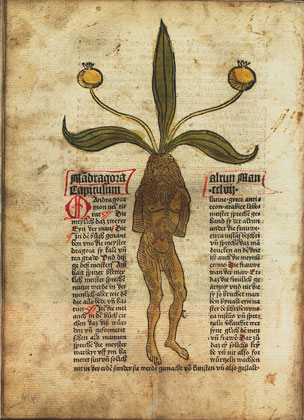
„Alraun-Mann“, Zeichnung von Erhard Reuwich im Gart der Gesundheit

- Hildegard von Bingen, 12. Jahrhundert, Physica I / 56.

Im 12. Jahrhundert widmete Hildegard von Bingen in ihrer Physica der Alraun ein ganzes Kapitel. Sie wähnte den Teufel in der unbehandelten Pflanze wohnen. Wenn diese durch 24-stündiges Einlegen in Quellwasser (queckborn) vom Bösen gereinigt war, so konnte sie für Heilriten verwendet werden. Bei guter Heilanwendung sollte die Pflanze gegen sexuelle Begehrlichkeiten wirken, die weibliche Pflanze beim Mann, die männliche Pflanze bei der Frau. Gegen Erkrankungen einzelner Körperteile sollte der Verzehr der entsprechenden Teile der in Quellwasser gereinigten Alraunwurzel helfen. Gegen Schwermut dagegen war hinreichend, die Wurzel mit ins Bett zu nehmen und bei deren Erwärmung ein bestimmtes Gebet zu sprechen. In diesem Fall konnten Bucheckern die Alraune ersetzen.
- Albertus Magnus, 13. Jahrhundert, De vegetabilibus, Buch VII, Traktat 2, Kapitel 12[67]
- Älterer Deutscher Macer. 13. Jahrhundert.[68][69]
- Konrad von Megenberg, 14. Jahrhundert, Buch der Natur. Hauptquelle: Thomas von Cantimpré, Liber de natura rerum.[70]
- Guy de Chauliac, 14. Jahrhundert, Chirurgia Magna.

Unter Bezug auf Theoderich von Lucca beschrieb Guy die Fertigung und den Gebrauch eines Schlafschwamms: Ein Schwamm wurde mit einer Lösung aus Opium, dem Saft des schwarzen Nachtschattens, Schwarzem Bilsenkraut, Alraun, Efeu, Schierling und Gift-Lattich getränkt und anschließend getrocknet und gelagert. Vor der Operation wurde der Schwamm angefeuchtet und dem Patienten zur Betäubung unter die Nase gehalten.
An seine Chirugia Magna hängte Guy eine Liste von häufig in der Chirurgie verwendeten Drogen an. Zur Mandragora bemerkte er darin:
„Mandragora. Ein Kraut kalt und trocken im dritten Grad mit Betäubung.“
- Mainzer Kräuterbuchinkunabeln.

Herbarius Moguntinus, Mainz 1484, Cap. 94
Gart der Gesundheit, Mainz 1485, Kapitel 257: Mandragora alrun Man, Kapitel 258: Mandragora alrun Fraw In einer 1496 bei Hans Schönsperger in Augsburg gedruckten Ausgabe steht zur Wirkung bei Patienten:
„[…] dieselbigen werden auch also seer darvon schlaffen, das sy nicht fülen das man in abschneidet ein gelid von dem leybe.“
Hortus sanitatis, Mainz 1491, Kapitel 276: Mandragora vir,  Kapitel 277: Mandragora femine
- Hieronymus Brunschwig. Kleines Destillierbuch, Straßburg 1500, Blatt 19v-20r:

„… Ettliche ſprechen alsſo […] vnd werd gegraben vnder dem galgen / kum von der natur eyns harnnenden diebs / das doch falſch iſt. […] Etlich falſch betrieger ſchnydent vß der wurtzlen brionia in tütſcher zungen hundskirbs / geſtalt eines menſchlichen bilds / vnd faden von reynemr garn gezogen mit einer ſubtilen nodlen durch ire höubter in geſtalt des hores / vnd ab geſchnitten nach irem begeren / dan gelegt in ein lietem [=lehmiges] erdrich / ſo gewynnet es die farb einer wurtzeln / vnd verkauffen es für die wurtzel alrun. Es iſt aber falſch …“

## Neuzeit
- Väter der Botanik.

Leonhart Fuchs, New Kräuterbuch, Basel 1543, Cap. 201:
„… Die Alraun wechßt gern in wälden vnnd ſchattechten orten. Man pflanzt ſie auch in gärten. …“
Hieronymus Bock, Kräuterbuch, Straßburg 1546, Teil II, Cap. 126:
„… Jetzgemelte Mandragora ist mir noch nit zů ſehen worden / darumb ich nit weiter daruon ſchreiben kan. …“
Pietro Andrea Mattioli und Joachim Camerarius der Jüngere Kräuterbuch. Johan Feyerabend, Franckfurt am Mayn 1586, Blatt 379r-380r:
„… Dioscorides meldet ſeiner zwey geſchlecht / das Männle vnd Weible / wachſen an viel orten deß Welſchenlands / vnd inſonderheit in Apulia auff dem Berg Gargano, dannen bringt man die öpffel / vnd die Rinden von der Wurtzlen / in vnsere Apotecken. Man zilet ſie auch in etlichen Gärten zum Spectackel / dann ich hab zu Neapel / Rom / vnd Venedig beyde Alraun in Gärten vnd Scherben für den Fenstern geſehen. …“
- Albrecht von Haller (Herausgeber). Onomatologia medica completa oder Medicinisches Lexicon das alle Benennungen und Kunstwörter welche der Arzneywissenschaft und Apoteckerkunst eigen sind deutlich und vollständig erkläret […]. Gaumische Handlung, Ulm/Frankfurt am Main/Leipzig 1755, Spalte 952-53:

„… Es iſt das ganze Gewächs hauptſächlich wegen der Wurzel bekannt, von welcher man mehr abergläubiſches ſagt, und ſchreibet, als ſie wahrhaftig gutes an sich hat. … Die Rinde hat durchaus etwas betäubendes, welches offenbar der ganz widerwärtige und beſondere Geruch anzeiget; man brauchte hauptſächlich die Rinde der Wurzel … man bedienet ſich aber derſelben heut zu Tag faſt gar nimmer, und hält ſie für verdächtig, wenigstens zu innerlichem Gebrauch …“
- August Friedrich Hecker’s practische Arzneimittellehre. Revidiert und mit neuesten Entdeckungen bereichert von einem practischen Arzte. Camesius, Wien 1814, Band I, S. 508:

„… Man kann sie leicht entbehren, da es uns an ähnlichen Mitteln gegen Gicht, Scirrhus, Epilepsie, Hysterie, Kolik etc. nicht fehlt.“

## Fabeln und Riten

### Gefälschte Alraunen
Abendländische Alraune waren (im Gegensatz zu orientalischen Originalen) bekleidet. Zudem darf angenommen werden, dass je nach Aufwand der Schnitzerei, die diesen Alraun hervorbrachte, eine Weiterverarbeitung zunehmend unwahrscheinlich wurde. Unklar bleibt auch, ob sich bei der zunehmenden Bekleidung der Figuren kirchlicher Einfluss geltend machte und wie sich diese Tendenz (sofern vorhanden), den Liebestrank-Charakter zu entfernen, mit der zunehmenden Vergeschlechtlichung der Wurzeln übereinbringen lässt – die auch dazu führte, dass man männliche von weiblichen Alraunen kaum noch unterschied. Bereits im Mittelalter wurde darauf hingewiesen, dass es sich bei den Darstellungen bzw. „Korrekturen“ der natürlichen Gestalt der Alraune als Mann und Frau um künstliche Produkte handelt. Die Alraunen-Krämer zählten zu den Gauklern. Ob dies noch eher dem Magieaspekt oder schon demjenigen der falschen Alraune Rechnung trug, muss offenbleiben. In Hexenprozessen wurde der erste Aspekt wieder in den Vordergrund gebracht und gegen die entsprechenden Kräuterkundler ausgelegt. In einem Hexenprozess in Rottenburg (Württemberg) von 1650, den Bächtold-Stäubli erwähnte, gestand der Angeklagte, er habe in der Nacht in einem Wald in ein Geschirr masturbiert und dieses vergraben, dass daraus ein Glücksbringer entstehe (der insbesondere für Reichtum sorgen sollte).
Ab dem 16./17. Jahrhundert fanden sich zahlreiche Legenden und Fabeln um die Alraunen. Sie gehörten zu den begehrtesten pflanzlichen Talismanen und sollten als Amulette gegen bösen Zauber und bei Verwundungen aller Art helfen. Mit unechten, aus dem Orient eingeführten Alraunwurzeln, der Wurzel der Zaunrübe, der Blutwurz (Tormentille), des Wegerichs oder des Knabenkrauts (oft mit dem Schnitzmesser nachbearbeitet) wurde reger Handel getrieben. Bächtold-Stäubli ging davon aus, dass nahezu keine in Europa als Alraune verkaufte Pflanze echt war. Auch nicht-psychedelisch wirkende Pflanzen, wie Knabenkraut und die Schwertlilie waren wegen ihrer der Mandragora ähnlichen Wurzel gefragt.
Häufig wurde die Alraune bzw. „Mandragora“ aus Bryonia-Wurzeln hergestellt.
Um 1890 bot man in Ostpreußen so genannte Glückswurzeln an, die der gelben Schwertlilie (Iris pseudacorus) entstammten und Reichtum sowie Kindersegen versprachen (HWbDA 1, 318). Doch neben diesen beiden Aspekten, denen noch dunkel eine Ahnung von der Vermehrung zu Grunde liegen mochte, wurde zunehmend diffus jedwedes Glück an Alraunen gebunden. Anfang des 20. Jahrhunderts verkaufte nach Bächtold-Stäubli das Berliner Kaufhaus Wertheim so genannte Glücksalraune für 2,25 Mark. Hierbei handelte es sich um Stücke von Allermannsharnisch und von Siegwurz, die in ein Medaillon gebracht wurden, um nahezu jedwede positive Veränderung herbeizuführen, für die je der Aberglaube sich Mittel erdacht hat: Sowohl Gesundheit, als auch Glück und Reichtum und zuletzt auch die Liebe der angebeteten Person sollte dies Medaillon verschaffen – so bekundete ein beigefügtes Zettelchen.

### Sagen
Nach manchen Sagen war, um einen Alraun besitzen und nutzen zu können, ein Bündnis mit dem Teufel einzugehen. Einem verstorbenen Besitzer eines Alrauns musste Brot und Geld in das Grab gegeben werden. Auch das Weiterschenken vor dem Tod löste dies Problem nur bedingt, denn das Geschenkte ließ sich nicht weiter verschenken, sondern kehrte immer zum ersten Besitzer zurück. Alraunen wurden nicht nur als Wurzel gedacht, sondern zum Beispiel auch als Kröte, als goldene Eier legender Drache oder als undefiniertes Wesen mit rollenden Augen, was der Symptomatik einer Alraunen-Vergiftung nachempfunden scheint.
Das Geld konnte vom Alraun auch durch den Schornstein hereingebracht werden (vgl. Strackerjan in HWbDA 1, 320), um dann manchmal auf gleichem Wege das Haus wieder zu verlassen. Der Alraun, zu dem man ein Geldstück legte, verdoppelt dies (ebd.). Ebenso wurde die aphrodisische Funktion erweitert. Über die Geburtshilfe (vgl. Leithaeuser, Bergische Pflanzennamen, 1912, 6; nach HWbDA 1, 320) fanden die Alraune dann auch in den Kursus diffuser allgemeiner Heilmittel Eingang (vgl. auch Grimm, Sagen, S. 75 ).
1820 wurde auf dem Leineberg bei Göttingen angeblich ein „Alruneken“ mit Hilfe eines schwarzen Hundes aus der Erde geholt. In diesem Fall überlebte der Hund, was jedoch keine Verwunderung hervorrief (HWbDA 1, 319). Als hervorragende Ernteplätze galten nun auch Plätze unter dreigipfeligen Haselstauden oder solchen, die von einer Mistel befallen waren. (ebd.).
Der Ethnologe Andrew Lang beschrieb 1893 den Alraunen-Schrei:

“He who desires to possess a mandrake must stop his ears with wax so that he may not hear the deadly yells which the plant utters as it is being dragged from the earth. Then before sunrise on a Friday, the amateur goes out with a dog ›all black‹, makes three crosses 'round the mandrake, loosens the soil around the root, ties the root to the dog’s tail and offers the beast a bit of bread. The dog runs at the bread, drags out the mandrake root and falls dead, killed by the horrible yell of the plant.”

„Wer ein Mandragora besitzen möchte, muss seine Ohren mit Wachs verstopfen, damit er die tödlichen Schreie, die die Pflanze aussendet, wenn sie aus der Erde gezogen wird, nicht hören kann. Dann geht der Amateur vor Sonnenaufgang an einem Freitag mit einem Hund ›ganz schwarz‹ aus, macht drei Kreuze um die Mandragora, lockert den Boden um die Wurzel, bindet die Wurzel an den Schwanz des Hundes und bietet dem Tier ein bisschen Brot an. Der Hund rennt zum Brot, zieht die Mandrakora-Wurzel heraus und fällt tot um, getötet durch den schrecklichen Schrei der Pflanze.“

Auch Maureen und Bridget Boland nennen die Alraune als Talisman mit aphrodisischer Wirkung. Sie warnten vor der narkotischen Wirkung einer Überdosis.

## Wirkungsgeschichte

### Literarische Umsetzungen
Hans Sachs kannte gefälschte Alraunen (Werke 9, hg. v. A. Keller, 16). Niccolò Machiavelli schrieb mit Mandragola 1518 eine boshafte Korruptionssatire. Grimmelshausen kannte das „Galgenmännchen“. Shakespeare erwähnt die Alraune in mehreren Werken, so in Julia:

“Alack, alack, is it not like that I,
So early waking, what with loathsome smells,
And shrieks like mandrakes’ torn out of the earth,
That living mortals, hearing them, run mad--”

„Alack, alack, ist es nicht so, dass ich, 
So früh erwacht, mit abscheulichen Gerüchen, 
Und Geschrei von ausgerissenen Alraunen, 
Dass Sterbliche, die es hören, wahnsinnig werden.“

Er erwähnt die Alraune auch in Heinrich IV:

„Thou whoreson mandrake, …“

„Du Hurensohn, Alraune, …“

sowie in Antonius und Cleopatra:

„Charmion…

Eu’r Hoheit?

Ach!

Gib mir Mandragora zu trinken!

Wie?

Dass ich die Kluft der Zeit durchschlafe,

Wo mein Antonius fort ist!.“

und in Othello:

„[…] Der Mohr ist schon im Kampf mit meinem Gift: -

Gefährliche Gedanken sind gleich Giften,

Die man zuerst kaum wahrnimmt am Geschmack,

Allein nach kurzer Wirkung auf das Blut

Gleich Schwefelminen glühn. Ich sagt’ es wohl! -

Da kommt er. Mohnsaft nicht, noch Mandragora,

Noch alle Schlummerkräfte der Natur,

Verhelfen je dir zu dem süßen Schlaf,

Den du noch gestern hattest.“

In Ludwig Tiecks Erzählung Der Runenberg (1804) markiert das Ziehen einer Alraunenwurzel den Übergang zum Wahnsinn. Die Brüder Grimm überlieferten das Märchen Der Riese und der Schneider, in dem es heißt:

„Der Kerl kann mehr als Äpfel braten, der hat einen Alraun im Leib. Sei auf der Hut, alter Hans, das ist kein Diener für dich.“

In Der kleine Sackpfeifer (aus Irische Elfenmärchen, von Wilhelm Grimm übersetzt) nennt der Erzähler ein Schabernack treibendes Kind, das später zu den Elfen geht, einen Alraun. Und bei Goethe findet sich Mephistos Erstaunen über den Aberglauben:

„Da stehen sie umher und staunen

Vertrauen nicht dem hohen Fund,

Der eine faselt von Alraunen,

Der andre von dem schwarzen Hund.“

Dann schrieben Ludwig Achim von Arnim (Isabella) und Fouqué 1827 (Mandragora. Eine Novelle) über den Alraun. Durch Fouqués Das Galgenmännchen etablierte sich dies als Bezeichnung neben dem Wort Alraun. Und der schon oben erwähnte Heine dichtet:

„Die klügsten Waldgeister sind die Alräunchen,

Langbärtige Männlein mit kurzen Beinchen,

Ein fingerlanges Greisengeschlecht,

Woher sie stammen, man weiß es nicht recht.“

Und an anderer Stelle:

„Wo sind die Alräunchen? Ich glaube, sie halten

Sich ängstlich verborgen in Felsenspalten.

Ihr kleinen Freunde, ich komme zurück,

Doch ohne Kranz und ohne Glück.“

Klabund zeigte in Borgia den Aberglauben und die Falschheit des Christentums anhand der Alraune:

„Der Papst hatte schon Zuflucht zur Mandragora, zum Liebestrank, genommen, den ein Leibarzt aus seiner von einem schwarzen Hund bei Vollmondschein aus der Erde gezogenen Alraunwurzel gewonnen hatte. Aber der Trank hatte bisher nicht gewirkt. […] In einer Vollmondnacht ohne Alraunwurzel und schwarzen Hund ergab sich Julia, die Junge, Alexander, dem Alten. […] Alexander Borgia ließ Giulia Farnese als lebendige Heilige in feierlicher Prozession im Reliquienkasten einhertragen.“

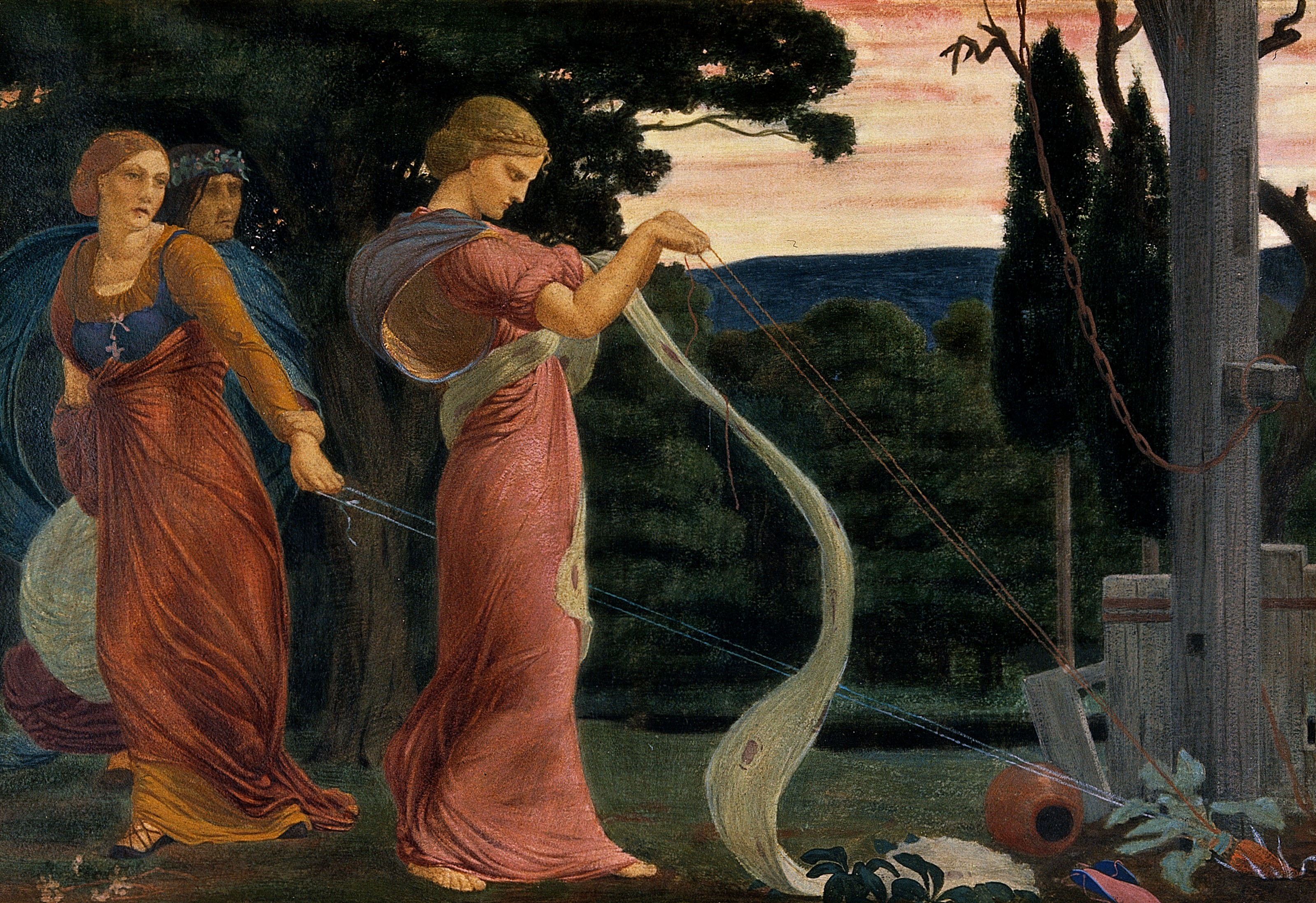
Ausreißen der Alraune, Gouache von Robert Bateman

Bei James Joyce findet sich das Wurzelextrakt 1925:

„HERE’s a coughmixture scopolamine

And its equal has never been seen

’T would make staid Tutankamen

Laugh and leap like a salmon

And hid mummy hop Skotch on the green.“

was Hans Wollschläger übersetzte mit

„S GIBT ’nen Hustensaft Scopolamin,

Da steckt wirklich Musieke drin:

Sogar Tut-ench-amen

Wär’ rasch beisammen

Göß ihm hinter die Binde man ihn.“

Joanne K. Rowling benutzt dieses Motiv (siehe Begriffe der Harry-Potter-Romane), schreibt aber der Wurzel rückverwandelnde Wirkung zu.

### Populärkultur
Bächtold-Stäubli nennt den Roman Alraune. Die Geschichte eines lebenden Wesens (1911) von Hanns Heinz Ewers (HDA 1, 321). Nach dem Stummfilm Alraune, die Henkerstochter, genannt die rote Hanne, den Eugen Illés 1918 drehte, verarbeitete 1928 Henrik Galeen in dem Film Alraune mit Brigitte Helm das Ergebnis einer künstlichen Befruchtung einer Prostituierten mit dem Samen eines am Galgen hingerichteten Verbrechers. 1930 verfilmte Richard Oswald mit Alraune das Buch erneut, ebenfalls mit Brigitte Helm. In einer Inszenierung von Arthur Maria Rabenalt spielte 1952 in Alraune dann Hildegard Knef die besagte Tochter. Hieran scheint ein Alraune genanntes Musical nach einer Novelle von Dietmar Ludwig anzuknüpfen.
Ebenso kommt die Alraune im Spielfilm Pans Labyrinth aus dem Jahr 2006 und im Horrorfilm Alraune – Die Wurzel des Grauens von 2010 vor.
Der Gitarrist Ritchie Blackmore verwendete Mandrake Root als Namen für ein geplantes Musikprojekt, bevor er 1968 Deep Purple gründete. Auf dem Debütalbum der Band, Shades of Deep Purple, findet sich ein Lied mit diesem Titel, das auf die psychoaktive Wirkung der Alraunenwurzel anspielt und bei frühen Konzerten in teils über 20 Minuten dauernden Versionen mit ausgedehnten Soli dargeboten wurde:

“I've got a mandrake root

It’s some thunder in my brain

I feed it to my babe

She thunders just the same”

„Ich habe eine Alraunenwurzel

Sie ist wie ein Donner in meinem Gehirn

Ich gebe sie meinem „Baby“

Sie fühlt den Donner genauso“

Die deutsche Metalband Edguy benannte ihr im Jahre 2001 erschienenes Album Mandrake nach dem englischen Wort für Alraune, ebenso die (mittlerweile als „Mandriva“ firmierende) Linux-Distribution Mandrake Linux.
Die Alraune erscheint in der gleichnamigen achtteiligen Erotik-Comicserie von Rochus Hahn. Den Namen verwendet auch der US-Comic Mandrake, der Zauberer (nach dem englischen Wort für Alraune).